# بیگ‌نشین‌های آناتولیایی

نقشه بیگ‌نشین‌های مستقل تُرک در آناتولی طی قرن ۱۴ میلادی

ملوک الطوائف ترکمن در آسیای کوچک (ترکی استانبولی: Anadolu beylikleri، انگلیسی: Anatolian beyliks) دولت‌های خودمختار محلی در آسیای کوچک بودند که از بزرگ خود فرمان می‌بردند. این دوره در پایان سده یازدهم میلادی آغاز شد و با فروپاشی فرمانروائی سلجوقیان روم در نیمه دوم سده سیزده شتاب گرفت.
یکی از بیلیک‌ها (بیگ‌نشین‌ها)، عثمان بیک از قبیله قایی از تُرکان اوغوز، از پایتختش در بورسا، اواخر قرن پانزدهم با فتح سایر مناطق آناتولی، بیگ‌نشین‌ها را به پایان رساند و به امپراتوری عثمانی تبدیل شد.
کلمه «بِیلیک» (Beylik) واژه‌ای تُرکی و به معنی قلمرو تحت حاکمیت یک «بیگ» است که آن را معادل واژه «لُرد» (Lord) در سایر جوامع اروپایی می‌دانند.

## فهرست بیگ‌نشین‌ها
| نام بیگ نشین                                  | پایتخت                   | مدت حکمرانی |
| --------------------------------------------- | ------------------------ | ----------- |
| افشار                                         | ارزروم                   | ۱۴۸۰–۱۵۳۴   |
| آهی‌ها                                         | آنکارا                   | ۱۲۹۰–۱۳۶۲   |
| علاییه                                        | آلانیا                   | ۱۲۹۳–۱۴۷۱   |
| آیدین                                         | سلجوق                    | ۱۳۰۰–۱۴۲۵   |
| جانیک                                         | صامسون - آماسیه          | ?-۱۴۶۰      |
| جانداری‌ها (اسفندیاریان)                       | سینوپ                    | ۱۲۹۱–۱۴۶۱   |
| چوپانیان                                      | قسطمونی                  | ۱۲۱۱–۱۳۰۹   |
| ذوالقدریان                                    | البستان بعدها قهرمان‌مرعش | ۱۳۴۸–۱۵۲۲   |
| آرتین                                         | سیواس و بعدها قیصریه     | ۱۳۳۵–۱۳۹۰   |
| ارزنجان                                       | ارزنجان                  | ۱۳۷۹–۱۴۱۰   |
| اشرفیان                                       | بِی‌شهر                    | ۱۲۸۵–۱۳۲۶   |
| گرمیان                                        | کوتاهیه                  | ۱۳۰۰–۱۴۲۹   |
| حمیدی                                         | اغیردیر                  | ۱۳۰۰–۱۳۹۱   |
| قاضی برهان‌الدین                               | سیواس                    | ۱۳۸۱–۱۳۹۸   |
| قرامانیان                                     | قارامان، لندره           | ۱۲۵۰–۱۴۸۷   |
| قراسیان                                       | بالکسیر                  | ۱۲۹۶–۱۳۵۷   |
| لادیک                                         | دنیزلی                   | ۱۲۶۲–۱۳۹۱   |
| منتشه                                         | میلاس                    | ۱۲۶۱–۱۴۲۴   |
| عثمان اوغلو (بعدها پایه‌گذار امپراتوری عثمانی) | سوگوت، بورسا، استانبول   | ۱۲۹۹–۱۹۲۲   |
| پروان اوغلو                                   | سینوپ                    | ۱۲۷۷–۱۳۲۲   |
| صاحب عطاییان                                  | افیون قره‌حصار            | ۱۲۷۵–۱۳۴۱   |
| ساروخانیان                                    | مانیسا                   | ۱۳۰۰–۱۴۱۰   |
| تِکه اوغولاری                                  | آنتالیا (تِکه)            | ۱۳۲۱–۱۴۲۳   |